# Odakyu Southern Tower
L'Odakyu Southern Tower (小田急サザンタワー) est un gratte-ciel construit à Tokyo de 1994 à 1998, mesurant 151 mètres de hauteur.
La surface de plancher de l'immeuble est de 79 561 m2.
L'immeuble a été conçu par les agences d'architecture Nikken Sekkei, Taisei Corporation, Odakyu Corporation, JR East Japan Railways